# Обско-угарски језици
Обско-угарски језици су део језичке породице угро-финских језика у склопу групе угарских језика. Говоре се у области око реке Об у Русији, углавном у Хантији-Мансији. То су језици угарских народа Ханти и Манси. Од 1937. оба језика користе ћирилицу а пре тога није било писмености.
У ову групу језика спадају:
- Хантијски језик
- Мансијски језик

Постојање заједничког развоја ова два језика након одвајања мађарског је оспорено. Говорници два језика обско-угарске групе се не могу међусобно споразумевати.

## Хантијски језик
Хантијски језик се дели на западне дијалекте, који се деле на северне (обдорски и дијалекти приобске групе: шуришкарски, березовски, казимски, средњообски) и јужне (иртишки, кондински и демјански) и источне дијалекте (кантински и тром-агански, агански, југански и пимски говори). Хантијски међу првима је изучавао фински научник Куста Карјалајнен, као и руски научник Николај Терјошкин.

## Мансијски језик
Мансијски се дели на 4 дијалекатске групе: северна, западна, источна и јужна. Дијалекти су морфолошки слични али имају велике фонетске разлике. У северним дијалектима има туђица из ненецког језика, а на истоку из татарског језика. Књижевни мансијски је базиран на северном сосвинском дијалекту, док је источни кондински дијалект готово неразумљив осталим говорницима. Прво истраживање мансијског вршили су у 19. веку мађарски научник Антал Регули и фински научник Аугуст Алквист а нешто касније и мађарски лингвиста Бернат Мункачи, који је истражио све дијалекте и превео материјал у четири тома на мађарски. Након њега је фински научник Артури Канисто вршио истраживање о фонетици, граматици и лексици мансијског. Његове необјављене радове као и сопствене радове о етимологији, граматици и лексици објавио се фински научник М. Лимолој. Средином 20. века северне дијалекте је подробније изучавао мађарски научник Д. Лако. У све светске језике, преко руског, доспела је мансијска реч мамут - манг онт (земљани рог).